# Остербек
Остербек (нидерл. Oosterbeek) — деревня в восточной части Нидерландов. Расположена в общине Ренкюм в провинции Гелдерланд, примерно в 5 километрах к западу от города Арнема.
Самая старая часть Остербека — Бенедендорп — на северном берегу Недер-Рейна. Единственная достопримечательность города — Реформатская церковь.
Остербек был отдельной общиной до 1818 года, когда территория была разделена между Дурвертом и Ренкюмом. В XIX веке здесь было построено несколько особняков, одним из которых был особняк Де Хемелс Берг (разрушен в 1944 году), а другой — Хартенштайн, сейчас музей авиации. К северу от застроенной площади находится военное кладбище Арнем-Остербек.
Именно в Остербеке в 1954 году произошла первая встреча членов Бильдербергской группы.
За Остербек велись ожесточённые бои в сентябре 1944 года (в рамках Битвы за Арнем), в результате чего деревня была сильно повреждена.
Население, по данным 2008 года, составляет 11 138 человек.

## Остербекская школа
Остербекская школа считается родиной голландского импрессионизма, наряду с близлежащей деревней Вольфхезе. Историки искусства называют её «Голландским Барбизоном».
Многие художники жили и работали в Остербеке: Хендрик Бакхёйзен, Жерар Билдерс, Павел Габриэль, Баренд Корнелис Куккук, Якоб Марис, Маттейс Марис, Виллем Марис, Антона Мауве, Хендрик Месдах, Виллем Рулофс, и Иохан Хендрик Вейсенбрух.

## Транспорт
В Остербеке есть железнодорожный вокзал, который был открыт 16 мая 1845 года. За станцией находится автобусная остановка по маршруту на пути в Арнем.

## Известные люди
- Эрик Кортон — певец, актер и телеведущий
- Альбертино Эссерс — игрок в дартс
- Эсме Дентерс — певица
- Рональд Куман — футболист, действующий тренер Эвертона
- Ян Беелартс ван Блокланд — солдат, член голландского сопротивления
- Жет ван дер Мей — актриса